# Daniel's
Daniel's es un bar lésbico ubicado en Barcelona. Abrió a finales del año 1975 y fue uno de los primeros bares para lesbianas o gente LGBT en España. Abierto por María del Carmen Tobar, inicialmente fue establecido como bar y sala de billar, para poco más tarde añadir una sala de baile. En los primeros años de la transición la policía llevaba a cabo redadas en el bar. El bar tenía un sistema para protegerse durante estas redadas. Cuando la policía intentaba entrar, una luz roja se encendía para señalizar su llegada, y todas las mujeres dejaban lo que estaban haciendo para sentarse y actuar con normalidad. Patrocinando equipos de deporte y grupos de teatro, Tobar fue una figura muy importante en convertir el bar Daniel’s en el principal centro de ocio para lesbianas en Barcelona. Años más tarde el bar cerró, pero hoy en día sigue siendo recordado en libros y exhibiciones por su importancia en la historia del colectivo en  España.

## Historia
El bar Daniel’s abrió en el año 1975, poco después de la muerte de Franco, con la temática de un Pub inglés para lesbianas.  Estaba situado en la Plaza de Cardona 7 - 8, en el distrito de Sant Gervasi.  Fue uno de los primeros bares para lesbianas en España y también uno de los primeros bares para el colectivo LGBT en Barcelona. Dado que el bar tenía buen ambiente y era el único bar exclusivamente para mujeres, el bar Daniel’s también atraía una clientela de mujeres no lesbianas. Al principio, el bar atraía una clientela de mujeres muy variada que incluía amas de casa en busca de aventuras, chicas en el instituto o la universidad, prostitutas lesbianas, celebridades españolas y mucho más. Las dueñas del local siempre mantuvieron secreta la identidad de sus clientes para proteger su intimidad y privacidad. Todas venían de Barcelona y de las regiones de alrededor. La música de Mari Trini se solía escuchar, sobre todo al principio, cuando el bar acababa de abrirse.
El bar fue abierto por María del Carmen Tobar, quien nació en Barcelona en 1943.  El bar originalmente funcionaba como una organización sin ánimo de lucro para evitar el tipo impositivo alto. El nombre “Daniel’s” se basa en el nombre “Daniela,” un grupo musical fundado por Tobar y Giselle. El bar original consistía de un pequeño bar donde se servían las bebidas en el piso más bajo y una escalera que llevaba al piso superior, donde se encontraban la mesa de billar y varios bancos junto a las paredes. El bar estaba decorado con adornos de estilo inglés, constando de muchos espejos, tapicería de terciopelo rojo e iluminación tenue.  Daniel’s atraía a una clientela más acomodada y después de estar abierto por unos años, Tobar consiguió un espacio al lado del bar para que sirviera como un salón de baile.  Tobar seleccionaba la música con gran cuidado y contrató a Maria Giralt como DJ. Las clientes tenían que tocar el timbre desde afuera para entrar y solo se les permitía entrar si conocían a Tobar, a causa de la designación del bar como una organización sin ánimo de lucro. Una de las personas más famosas que frecuentaba el bar era Maria Giralt, una activista LGBT de Barcelona en esa época que trabajó ahí durante diez meses.
Ya que los “actos homosexuales” todavía no eran legales técnicamente, había varias luces de advertencia rojas en el local. La luz señalaba que iba a haber una redada policial. Cuando se encendía la luz, las clientes se sentaban para sugerir que el bar era un “salón de té.”  A pesar de que la ley de Peligrosidad y Rehabilitación Social de 1970 no castigaba a las lesbianas, las redadas policiales les podían ocasionar sufrimiento a ellas aun así. Por ejemplo, los familiares de una lesbiana podían someterla a una Terapia de reorientación sexual. Hubo varias redadas en los primeros años del bar aunque la justificación legal siempre quedaba vaga. Tobar sugiere que las redadas podían haber tenido que ver con la ley de 1970 debido a la percepción de la posible “peligrosidad social” del bar."
Tobar apoyaba a las lesbianas y las mujeres no solo durante la noche, sino durante el día también. Por lo tanto, el bar patrocinaba equipos de mujeres de baloncesto y fútbol en adición a un grupo de teatro, Five Stars and the Comet.  El grupo de teatro se reunía en el salón de baile y montó el performance popular “Sala de espera” en Daniel’s. Daniel’s era uno de pocos lugares en donde se vendía el periódico español feminista Laberint, el cual cambió su nombre a Red de Amazonas más tarde. Daniel’s jugaba un papel importante en dar cohesión social a la comunidad lesbiana emergente en Cataluña durante la Transición española.
Daniel’s ya no existe. Tobar murió en 2009. El bar figuraba en 2013 en el Ateneo de Madrid en la exhibición, “Mujeres bajo sospecha. Memoria y sexualidad (1930-1980).” También fue mencionado en un libro publicado en 2019 que se llamaba “Barcelona Feminista 1975-1988”. De hecho, hoy en día organizaciones importantes, diversos colectivos e incluso el gobierno autonómico catalán (la Generalitat) siguen rindiendo homenaje a María del Carmen Tobar en el Palau Moja de la Rambla.

## En la cultura popular
Daniel's fue mencionado en unos ensayos por Cristina Peri Rossi que se llamaban Fatasías Eróticas en los que dos mujeres italianas entran a Daniel's después de que la dueña protectora del bar permite que entren.